# Àngels Gregori i Parra
Àngels Gregori i Parra   (Oliva, 14 de gener de 1985) és una poeta i gestora cultural valenciana. Llicenciada en Teoria de la Literatura i Literatura Comparada per la Universitat de Barcelona i doctora en Didàctiques Específiques per la Universitat de València, destaca en l'àmbit de la investigació sobre les geografies literàries. Dirigeix el Festival de Poesia d'Oliva des dels seus inicis, l'any 2005. Entre els anys 2017 i 2019 va ser cocomissària de Barcelona Poesia, i actualment també ho és de Poesia Lleida. Entre 2018 i 2022 fou la presidenta del PEN. Dirigeix des de la seva creació la Fundació Francisco Brines i des de juny de 2021 és acadèmica de l'Acadèmia Valenciana de la Llengua.

## Biografia i formació

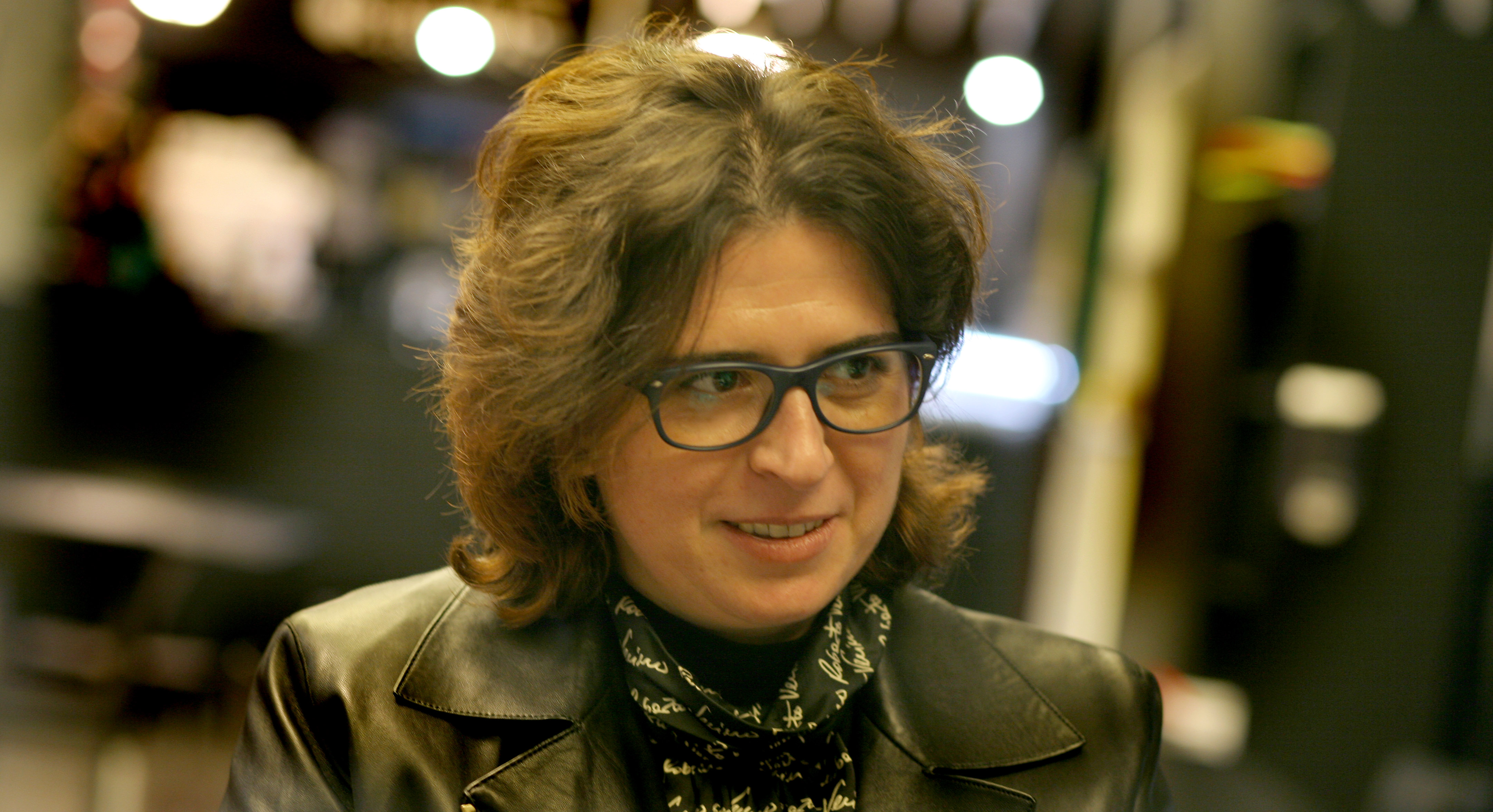
Fotografia de la poeta Àngels Gregori

Va néixer a Oliva (Safor) l'any 1985. L'any 2003 es va traslladar a Barcelona per iniciar els estudis universitaris. És llicenciada en Teoria de la Literatura i Literatura Comparada per la Universitat de Barcelona, Màster de Gestió Cultural per la Universitat Oberta de Catalunya, amb la tesina Els festivals de poesia com a mitjà de difusió, i Màster en Didàctiques Específiques de la Universitat de València. Es va doctorar amb la menció cum laude per la Universitat de València amb la tesi Llegir i escriure la ciutat: una poètica urbana al voltant de l'obra de Marta Pessarrodona.

## Activitat literària
L'any 2003 va rebre el Premi Amadeu Oller per a joves inèdits amb el poemari Bambolines. Als dinou anys va crear El Festival Internacional de Poesia d'Oliva, i des d'aleshores cada any n'ha dirigit l'organització. L'any 2007 va guanyar el Premi Ausiàs March de Poesia de Gandia, amb Llibre de les Brandàlies. L'any 2010 va rebre el Premi Alfons el Magnànim de Poesia per l'obra New York, Nabokov & Bicicletes. L'any 2013 va rebre el Premi de Poesia dels Jocs Florals de Barcelona amb el poemari Quan érem divendres. L'any 2018 va rebre el Premi Vicent Andrés Estellés de Burjassot per l'obra Quan els grans arbres cauen, que posteriorment va rebre el Premi de la Crítica dels Escriptors Valencians. Jazz és la seva darrera obra publicada. Ha estat inclosa en diverses antologies de poesia i ha estat traduïda a diversos idiomes, com l'italià, el castellà, el francès, el croat i l'asturià.
Ha estat cocomissària de Barcelona Poesia (2017-2019), ha dirigint la Nit de Poesia de Sant Cugat (2015) i des de l'any 2018 és cocomissària de Poesia Lleida. Ha comissariat l'exposició Francisco Brines: la certidumbre de la poesía (Universitat d'Alcalà d'Henares, 2021). Durant l'any 2022 i 2023 ha coordinat el cicle literari de Villa Amparo, la Casa d'Antonio Machado a Rocafort i ha estat responsable del projecte "No em toques els versos!", una eina de la Direcció General de Cultura de la Generalitat Valenciana per acostar el gènere poètic a l'aula. Coordina, des de l'any 2019, l'Encontre d'Escriptors de la Mediterrània.

## Obra
- Bambolines, Barcelona: Galerada, 2003. (Premi Amadeu Oller per a joves inèdits).[11]
- Llibre de les Brandàlies, Barcelona: Edicions 62, 2007. (Premi Ausiàs March).[12]
- New York, Nabokov & Bicicletes, Alzira: Bromera, 2010 (Premi Alfons el Magnànim - València de Poesia)
- Herències, València: Perifèric, 2011. Escrit amb Teresa Pascual (Premi Manel Garcia Grau).[13]
- Quan érem divendres, Barcelona: Meteora, 2013, col. "Mitilene (Premi dels Jocs Florals de Barcelona).[14]
- Quan els grans arbres cauen, Alzira: Bromera, 2017 (Premi Vicent Andrés Estellés de Poesia i Premi de la Crítica dels Escriptors Valencians).
- Deberíamos habernos quedado en casa. Antologia bilingüe a càrrec de Neus Aguado. Barcelona: Godall, 2020
- Jazz, Barcelona: Proa, 2023.

## Premis
- Premi Amadeu Oller per a Joves poetes inèdits (2003)
- Premi Ausiàs March de Poesia de Gandia (2007)
- Premi Alfons el Magnànim de Poesia (2010)
- Premi dels Jocs Florals de Barcelona (2013)
- Premi Vicent Andrés Estellés de Poesia de Burjassot (2018)
- Premi de la Crítica dels Escriptors Valencians (2019)
- Premi Fundació Bromera per al Foment de la Lectura 2019 a la Poefesta
- Premi Difusió a la Poefesta dins els Premis de la Crítica dels Escriptors Valencians 2023

## Participació en antologies
- Joves poetes catalans, a cura de Jordi Valls. València: Brosquil. 2004.
- Los versos de los acròbates, a cura de David Castillo. Mèxic: Paraíso Perdido, 2005.
- Parlano le donne, a cura de Donatella Siviero. Nàpols: Tullio Pironti, 2008.
- El poder del cuerpo, a cura de Meri Torras. Madrid: Castalia Publishing Company, 2009.
- Revista L'àrbre à paroles. França, La Maison de la Poesie d'Amay.
- Cada oliva és un estel fos, a cura de Pau Sanchis i Àngel Igelmo. Seminari de Traducció Poètica de Farrera. Institució de les Lletres Catalanes, 2010.